# Иосия (Самгин)
Иеромона́х Иоси́я (в миру Я́ков (Иа́ков) Самги́н; ум. после 1738) — иеромонах, строитель Николо-Берлюковской пустыни Русской православной церкви.

## Биография
О мирской жизни сведений не сохранилось, известно лишь, что Яков Самгин был уроженцем города Елатьмы Рязанской губернии.
В 1711 году он был принят в Свято-Успенскую Саровскую пустынь по желанию царевен Марии и Феодосии, дочерей царя Алексея Михайловича из династии Романовых. В Саровской пустыни Иосия сумел приобрести любовь и доверие настоятеля, был рукоположен в сан иеромонаха и в 1716 году назначен казначеем, а за отсутствием настоятеля нередко управлял всей обителью.
В отсутствие настоятеля, Иосия Самгин принимал и постригал в монашество всех приходивших к нему без всякого разбора, так что в числе их оказались и женатые и беглые. Вследствие неприятностей с настоятелем отцу Иосии пришлось удалиться из пустыни, но по ходатайству влиятельных знакомых он в 1732 году был сделан настоятелем Николо-Берлюковской пустыни.
В 1734 году началось следствие над одним из монахов Саровской пустыни, с которым отец Иосия был дружен. Из боязни, что раскроются допущенные им в пустыни беспорядки, Иосия при первой же встрече с тем монахом завел горячий спор и крикнул «слово и дело». Началось следствие; в Саровской пустыни были найдены различные запрещенные рукописи. Иосия Самгин на допросе оклеветал очень многих, его доносы не подтвердились и он сам был лишен монашества, и в декабре 1738 года, вместо смертной казни, был бит кнутом с вырезанием ноздрей и сослан в Камчатку на вечное поселение, где и умер.